# Mistrovství Jižní Ameriky ve fotbale 1947
Mistrovství Jižní Ameriky ve fotbale 1947 bylo 20. mistrovství pořádané fotbalovou asociací CONMEBOL. Vítězem se stala Argentinská fotbalová reprezentace, která tak získala třetí titul v řadě.

## Tabulka
| Tým       | Z | V | R | P | VG | IG | +/- | B  |
| --------- | - | - | - | - | -- | -- | --- | -- |
| Argentina | 7 | 6 | 1 | 0 | 28 | 4  | +24 | 13 |
| Paraguay  | 7 | 5 | 1 | 1 | 16 | 11 | +5  | 11 |
| Uruguay   | 7 | 5 | 0 | 2 | 21 | 8  | +13 | 10 |
| Chile     | 7 | 4 | 1 | 2 | 14 | 13 | +1  | 9  |
| Peru      | 7 | 2 | 2 | 3 | 12 | 9  | +3  | 6  |
| Ekvádor   | 7 | 0 | 3 | 4 | 3  | 17 | -14 | 3  |
| Bolívie   | 7 | 0 | 2 | 5 | 6  | 21 | -15 | 2  |
| Kolumbie  | 7 | 0 | 2 | 5 | 2  | 19 | -17 | 2  |

- Brazílie se vzdala účasti.

## Zápasy
| 30. listopadu 1947 |     |                    |                                                                                         |
| Ekvádor            | 2:2 | Bolívie            | Estadio George Capwell, Guayaquil diváci: 30 000 rozhodčí: Luis Alberto Fernández (URU) |
| Jiménez 1', 24'    |     | Gutiérrez 26', 44' | Estadio George Capwell, Guayaquil diváci: 30 000 rozhodčí: Luis Alberto Fernández (URU) |

| 2. prosince 1947      |     |          |                                                                                    |
| Uruguay               | 2:0 | Kolumbie | Estadio George Capwell, Guayaquil diváci: 20 000 rozhodčí: Juan José Álvarez (ARG) |
| Falero 26' Britos 61' |     |          | Estadio George Capwell, Guayaquil diváci: 20 000 rozhodčí: Juan José Álvarez (ARG) |

| 2. prosince 1947                                        |     |          |                                                                                         |
| Argentina                                               | 6:0 | Paraguay | Estadio George Capwell, Guayaquil diváci: 20 000 rozhodčí: Víctor Francisco Rivas (CHI) |
| Moreno 10' Loustau 22' Pontoni 40', 50', 82' Méndez 87' |     |          | Estadio George Capwell, Guayaquil diváci: 20 000 rozhodčí: Víctor Francisco Rivas (CHI) |

| 4. prosince 1947                                                    |     |         |                                                                                        |
| Argentina                                                           | 7:0 | Bolívie | Estadio George Capwell, Guayaquil diváci: 20 000 rozhodčí: Federico Muñoz Medina (ECU) |
| Méndez 3', 44' Pontoni 22' Loustau 56' Boyé 58', 76' Di Stéfano 62' |     |         | Estadio George Capwell, Guayaquil diváci: 20 000 rozhodčí: Federico Muñoz Medina (ECU) |

| 4. prosince 1947 |     |         |                                                                                   |
| Kolumbie         | 0:0 | Ekvádor | Estadio George Capwell, Guayaquil diváci: 30 000 rozhodčí: Mario Rubén Hayn (PAR) |
|                  |     |         | Estadio George Capwell, Guayaquil diváci: 30 000 rozhodčí: Mario Rubén Hayn (PAR) |

| 6. prosince 1947          |     |                        |                                                                                         |
| Peru                      | 2:2 | Paraguay               | Estadio George Capwell, Guayaquil diváci: 20 000 rozhodčí: Luis Alberto Fernández (URU) |
| Castillo 17' Mosquera 63' |     | Villalba 38' Marín 74' | Estadio George Capwell, Guayaquil diváci: 20 000 rozhodčí: Luis Alberto Fernández (URU) |

| 6. prosince 1947                                        |     |       |                                                                                    |
| Uruguay                                                 | 6:0 | Chile | Estadio George Capwell, Guayaquil diváci: 20 000 rozhodčí: Juan José Álvarez (ARG) |
| Sarro 3' Falero 39', 42' Gambetta 68' Magliano 88', 89' |     |       | Estadio George Capwell, Guayaquil diváci: 20 000 rozhodčí: Juan José Álvarez (ARG) |

| 9. prosince 1947        |     |           |                                                                                    |
| Chile                   | 2:1 | Peru      | Estadio George Capwell, Guayaquil diváci: 15 000 rozhodčí: Juan José Álvarez (ARG) |
| Varela 25' Busquets 71' |     | López 72' | Estadio George Capwell, Guayaquil diváci: 15 000 rozhodčí: Juan José Álvarez (ARG) |

| 9. prosince 1947            |     |         |                                                                                   |
| Uruguay                     | 3:0 | Bolívie | Estadio George Capwell, Guayaquil diváci: 15 000 rozhodčí: Mario Rubén Heyn (PAR) |
| Magliano 9' Falero 50', 79' |     |         | Estadio George Capwell, Guayaquil diváci: 15 000 rozhodčí: Mario Rubén Heyn (PAR) |

| 11. prosince 1947           |     |         |                                                                                    |
| Chile                       | 3:0 | Ekvádor | Estadio George Capwell, Guayaquil diváci: 22 000 rozhodčí: Juan José Álvarez (ARG) |
| Peñaloza 51' López 62', 72' |     |         | Estadio George Capwell, Guayaquil diváci: 22 000 rozhodčí: Juan José Álvarez (ARG) |

| 11. prosince 1947                  |     |                                    |                                                                                         |
| Argentina                          | 3:2 | Peru                               | Estadio George Capwell, Guayaquil diváci: 22 000 rozhodčí: Luis Alberto Fernández (URU) |
| Moreno 41' Di Stefano 55' Boyé 56' |     | Gómez Sánchez 25' López 65' Torres | Estadio George Capwell, Guayaquil diváci: 22 000 rozhodčí: Luis Alberto Fernández (URU) |

| 13. prosince 1947 |     |         |                                                                                         |
| Kolumbie          | 0:0 | Bolívie | Estadio George Capwell, Guayaquil diváci: 18 000 rozhodčí: Luis Alberto Fernández (URU) |
|                   |     |         | Estadio George Capwell, Guayaquil diváci: 18 000 rozhodčí: Luis Alberto Fernández (URU) |

| 13. prosince 1947                     |     |                        |                                                                                    |
| Paraguay                              | 4:2 | Uruguay                | Estadio George Capwell, Guayaquil diváci: 18 000 rozhodčí: Juan José Álvarez (ARG) |
| Genés 52', 79' Marín 76' Villalba 89' |     | Magliano 3' Britos 47' | Estadio George Capwell, Guayaquil diváci: 18 000 rozhodčí: Juan José Álvarez (ARG) |

| 16. prosince 1947                                    |     |             |                                                                                         |
| Uruguay                                              | 6:1 | Ekvádor     | Estadio George Capwell, Guayaquil diváci: 30 000 rozhodčí: Victor Francisco Rivas (CHI) |
| Falero 19', 21' Puente 24', 88' García 28' Sarro 35' |     | Garnica 51' | Estadio George Capwell, Guayaquil diváci: 30 000 rozhodčí: Victor Francisco Rivas (CHI) |

| 16. prosince 1947 |     |           |                                                                                         |
| Argentina         | 1:1 | Chile     | Estadio George Capwell, Guayaquil diváci: 30 000 rozhodčí: Luis Alberto Fernández (URU) |
| Di Stefano 12'    |     | Riera 37' | Estadio George Capwell, Guayaquil diváci: 30 000 rozhodčí: Luis Alberto Fernández (URU) |

| 18. prosince 1947             |     |              |                                                                                    |
| Paraguay                      | 3:1 | Bolívie      | Estadio George Capwell, Guayaquil diváci: 12 000 rozhodčí: Juan José Álvarez (URU) |
| Marín 5' Genés 20' Ávalos 25' |     | González 71' | Estadio George Capwell, Guayaquil diváci: 12 000 rozhodčí: Juan José Álvarez (URU) |

| 18. prosince 1947                                          |     |          |                                                                                  |
| Argentina                                                  | 6:0 | Kolumbie | Estadio George Capwell, Guayaquil diváci: 12 000 rozhodčí: Alfredo Álvarez (BOL) |
| Fernández 7' Di Stefano 30', 62', 75' Boyé 38' Loustau 55' |     |          | Estadio George Capwell, Guayaquil diváci: 12 000 rozhodčí: Alfredo Álvarez (BOL) |

| 20. prosince 1947 |     |         |                                                                                   |
| Peru              | 0:0 | Ekvádor | Estadio George Capwell, Guayaquil diváci: 20 000 rozhodčí: Mario Rubén Hayn (PAR) |
|                   |     |         | Estadio George Capwell, Guayaquil diváci: 20 000 rozhodčí: Mario Rubén Hayn (PAR) |

| 20. prosince 1947 |     |          |                                                                                        |
| Paraguay          | 2:0 | Kolumbie | Estadio George Capwell, Guayaquil diváci: 20 000 rozhodčí: Federico Muñoz Medina (ECU) |
| Villalba 22', 68' |     |          | Estadio George Capwell, Guayaquil diváci: 20 000 rozhodčí: Federico Muñoz Medina (ECU) |

| 23. prosince 1947                                  |     |            |                                                                                       |
| Peru                                               | 5:1 | Kolumbie   | Estadio George Capwell, Guayaquil diváci: 5 000 rozhodčí: Federico Muñoz Medina (ECU) |
| Mosquera 3' Guzmán 53', 79' Gómez Sánchez 67', 81' |     | Arango 48' | Estadio George Capwell, Guayaquil diváci: 5 000 rozhodčí: Federico Muñoz Medina (ECU) |

| 23. prosince 1947 |     |       |                                                                                   |
| Paraguay          | 1:0 | Chile | Estadio George Capwell, Guayaquil diváci: 5 000 rozhodčí: Juan José Álvarez (ARG) |
| Villalba 60'      |     |       | Estadio George Capwell, Guayaquil diváci: 5 000 rozhodčí: Juan José Álvarez (ARG) |

| 25. prosince 1947     |     |         |                                                                                  |
| Argentina             | 2:0 | Ekvádor | Estadio George Capwell, Guayaquil diváci: 25 000 rozhodčí: Alfredo Álvarez (BOL) |
| Moreno 30' Méndez 72' |     |         | Estadio George Capwell, Guayaquil diváci: 25 000 rozhodčí: Alfredo Álvarez (BOL) |

| 26. prosince 1947 |     |              |                                                                                        |
| Uruguay           | 1:0 | Peru         | Estadio George Capwell, Guayaquil diváci: 6 000 rozhodčí: Victor Francisco Rojas (CHI) |
| Falero 74'        |     | González 67' | Estadio George Capwell, Guayaquil diváci: 6 000 rozhodčí: Victor Francisco Rojas (CHI) |

| 27. prosince 1947 |     |                         |                                                                                  |
| Bolívie           | 0:2 | Peru                    | Estadio George Capwell, Guayaquil diváci: 5 000 rozhodčí: Mario Rubén Hayn (PAR) |
|                   |     | Castillo 73' Guzmán 82' | Estadio George Capwell, Guayaquil diváci: 5 000 rozhodčí: Mario Rubén Hayn (PAR) |

| 28. prosince 1947           |     |            |                                                                                   |
| Argentina                   | 3:1 | Uruguay    | Estadio George Capwell, Guayaquil diváci: 25 000 rozhodčí: Mario Rubén Hayn (PAR) |
| Méndez 30', 46' Loustau 85' |     | Britos 74' | Estadio George Capwell, Guayaquil diváci: 25 000 rozhodčí: Mario Rubén Hayn (PAR) |

| 29. prosince 1947 |     |         |                                                                                        |
| Paraguay          | 4:0 | Ekvádor | Estadio George Capwell, Guayaquil diváci: 5 000 rozhodčí: Luis Alberto Fernández (URU) |
| Marín Genés       |     |         | Estadio George Capwell, Guayaquil diváci: 5 000 rozhodčí: Luis Alberto Fernández (URU) |

| 29. prosince 1947                  |     |              |                                                                                   |
| Chile                              | 4:1 | Kolumbie     | Estadio George Capwell, Guayaquil diváci: 5 000 rozhodčí: Juan José Álvarez (ARG) |
| Prieto 28' Sáez 75', 88' Riera 78' |     | Granados 90' | Estadio George Capwell, Guayaquil diváci: 5 000 rozhodčí: Juan José Álvarez (ARG) |

| 31. prosince 1947                              |     |                                |                                                                                       |
| Chile                                          | 4:3 | Bolívie                        | Estadio George Capwell, Guayaquil diváci: 5 000 rozhodčí: Federico Muñoz Medina (ECU) |
| Aráoz 30' (vl.) Sáez 44' Infante 50' López 63' |     | Tapia 77' Tardío 84' Orgaz 88' | Estadio George Capwell, Guayaquil diváci: 5 000 rozhodčí: Federico Muñoz Medina (ECU) |